# 德国建筑师联合会
德国建筑师联合会（德語：Bund Deutscher Architekten，缩写：BDA）是德国从事自由职业的建筑师组成的协会。

## 历史
1903年6月21日，德国建筑师联合会在法兰克福成立，旨在担负保障和提高规划和城市建筑质量的责任。联合会作为自由职业建筑师权益的代表，在职能上和亦有受雇建筑师加入的德国建筑师同业协会有所重叠。
1933年的纳粹时期，联合会由独立专业组织转型成为国家组织，而帝国文化院则成为建筑师群体的代表。1952年，德国建筑师联合会在民主德国（DDR）重建，1971年改称东德建筑师联合会（Bund der Architekten in der DDR，BdA/DDR）。1990年两德统一之后，此联合会解散，原东德各联邦州成立了各自州的德国建筑师联合会。
从建会之始，德国建筑师联合会就只接收自由职业的建筑师入会，唯一例外是从事教师职业的建筑师。入会成员需要接受严格评审，申请者的设计资质，以及于商业的独立性，一直是最重要的考核因素。但在对建筑师设计资质的评价方面，无论过去还是现在，尤其是在建筑设计风潮转变的年代，总是引起激烈的争论。

## 组织
德国建筑师联合会的全国办公室设在首都柏林米特区科佩尼克街48-49号的德国建筑中心（Deutschen Architektur Zentrum，DAZ）。目前在职的主席是弗里德贝格建筑师米夏埃尔·弗里林豪斯（Michael Frielinghaus）。
德国建筑师联合会由16个州联合会以及众多来自联邦州、地区、城镇的区域和城市基层组织组成。各州联合会在州内评选表彰优秀的建筑师，特别为优秀的建筑系在读学生和毕业生提供资金支持。这种与各地区的紧密联系是德国建筑师联合会的一大特点，它确保了建筑界的专业人士能够及时、充分地针对某项建筑活动展开必要的批评和讨论。
联合会目前大约有5000名会员。

## 活动

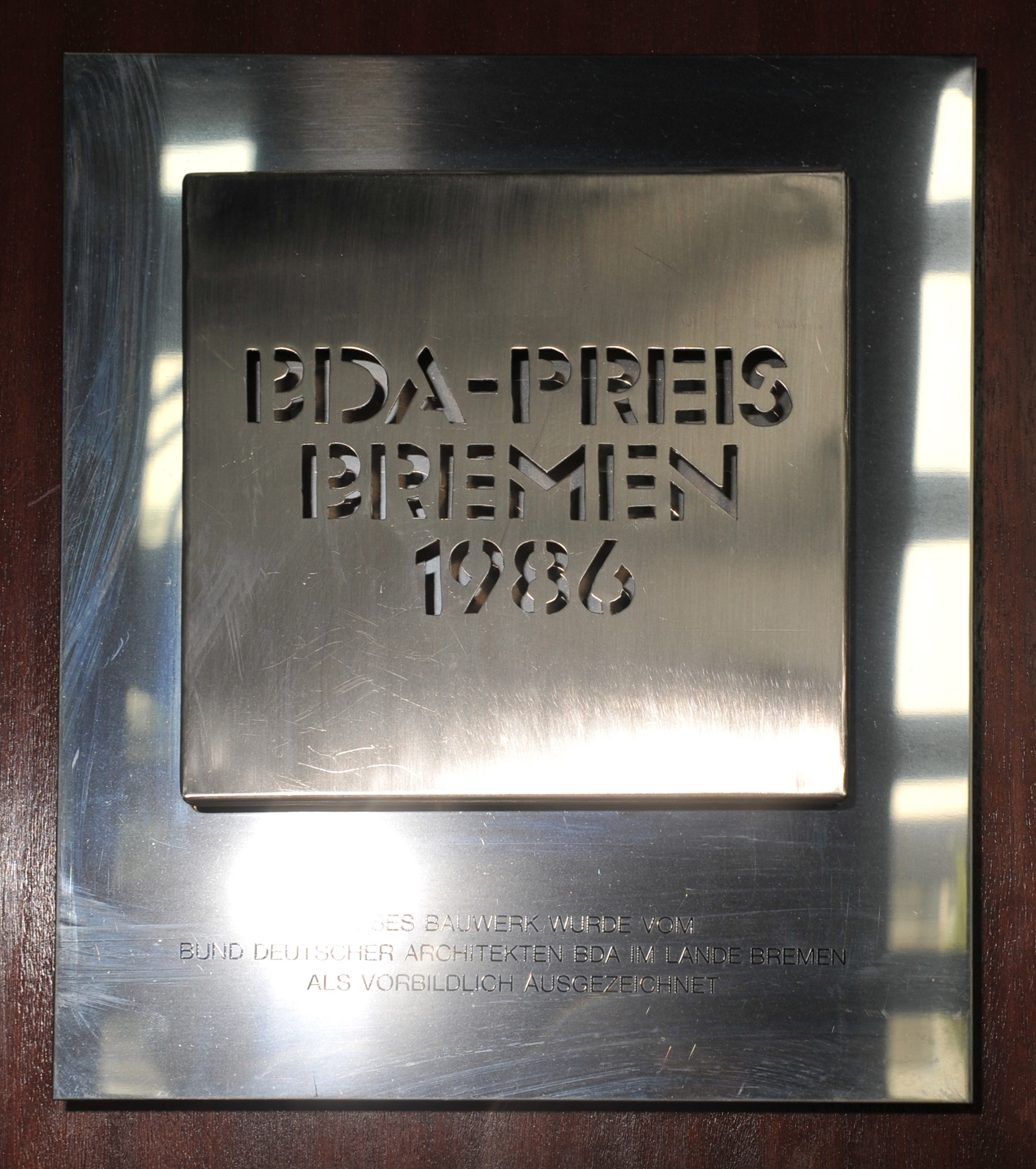
1986年不来梅哈芬的阿尔弗雷德·韦格纳研究所获德国建筑师联合会大奖（奥斯瓦尔德·马蒂亚斯·翁格尔斯设计）

德国建筑师联合会在德国建筑中心（DAZ）常年举行各类介绍建筑行业和城市建设最新发展趋势的展览和相关活动。每年年终，联合会还会颁发年度“德国建筑师联合会大奖”、“德国建筑师联合会建筑批评奖”和“Nike奖”。此外联合会还出版专业杂志双月刊“建筑师”。